# Хесус (район)
Хесус (исп. Distrito de Jesús) — один из 7 районов, которые составляют провинцию Лаурикоча, в департаменте Уануко, под управлением регионального правительства Уануко, Перу.

## История
Провинция была создана в соответствии с законом № 26458 от 31 мая 1995 года.